# Спермограма
Аналіз сперми (у множині: аналізи сперми), також званий семінограмою або спермограмою, оцінює певні характеристики сперми чоловіка та сперми, що міститься в ній. Це робиться для того, щоб допомогти оцінити чоловічу фертильність, чи то для тих, хто хоче завагітніти, чи для перевірки успішності вазектомії. Залежно від методу вимірювання можна оцінити лише кілька характеристик (наприклад, за допомогою домашнього набору) або багато характеристик (як правило, діагностичною лабораторією). Техніка збору та метод точного вимірювання можуть впливати на результати.
Аналіз сперми – це комплексний тест, який повинен проводитися в андрологічних лабораторіях досвідченими техніками з контролем якості та валідацією тест-систем. Звичайний аналіз сперми повинен включати: фізичні характеристики сперми (колір, запах, рН, в’язкість і розрідження), об’єм, концентрацію, морфологію та рухливість і прогресування сперми. Для отримання правильного результату необхідно провести не менше двох, а краще трьох окремих аналізів сперми з інтервалом між ними від семи днів до трьох місяців.

## Причини тестування
Найпоширенішими причинами для лабораторного аналізу сперми у людей є дослідження безпліддя пари та після вазектомії, щоб переконатися, що процедура була успішною. Він також широко використовується для тестування людських донорів на донорство сперми, а аналіз сперми тварин зазвичай використовується в кінному господарстві та розведенні сільськогосподарських тварин.
Іноді чоловікові роблять аналіз сперми як частину звичайного тестування перед вагітністю. На рівні лабораторії це трапляється рідко, оскільки більшість постачальників медичних послуг не перевірятимуть сперму та сперму, окрім випадків, коли це вимагається спеціально або якщо немає серйозної підозри на патологію в одній із цих областей, виявлену під час історії хвороби або під час фізичного огляду. Таке тестування є дуже дорогим і тривалим, і в США навряд чи покриватиметься страховкою. В інших країнах, наприклад у Німеччині, тестування покривається всіма страховками.

## Відношення до плодючість
Характеристики, виміряні аналізом сперми, є лише деякими факторами якості сперми. Одне джерело стверджує, що 30% чоловіків з нормальним аналізом сперми насправді мають ненормальну функцію сперми. І навпаки, чоловіки з поганими результатами аналізу сперми можуть стати батьками дітей. У рекомендаціях NICE легкий чоловічий фактор безпліддя визначається як те, що два або більше аналізів сперми мають одну або більше змінних нижче 5-го квантиля, що дає шанс на вагітність природним шляхом через вагінальний статевий акт протягом двох років, подібно до людей з легким ендометріозом.

## Методи збору
Методи збору сперми включають мастурбацію, збір презервативів і видалення придатка яєчка. Зразок ніколи не слід отримувати через перерваний статевий акт, оскільки може бути втрачена частина еякуляту, може відбутися бактеріальне зараження або кислий рН вагіни може бути шкідливим для рухливості сперматозоїдів. Оптимальна сексуальна стриманість для забору сперми становить від двох до семи днів. Найпоширенішим способом отримання зразка сперми є мастурбація, і найкращим місцем для отримання є клініка, де проводитиметься аналіз, щоб уникнути перепадів температури під час транспортування, які можуть бути летальними для деяких сперматозоїдів. Отримавши зразок, його потрібно помістити безпосередньо в стерильну пластикову ємність (ніколи не в звичайний консервант, оскільки вони містять хімічні речовини, такі як мастила або сперміциди, які можуть пошкодити зразок) і передати в клініку для дослідження. протягом години.

## Параметри
Параметри, включені в аналіз сперми, можна розділити на макроскопічні (розрідження, зовнішній вигляд, в’язкість, об’єм і pH) і мікроскопічні (рухливість, морфологія, життєздатність, концентрація, кількість сперматозоїдів, агрегація сперматозоїдів, аглютинація сперматозоїдів і наявність круглих клітин або лейкоцитів. ). Основними трьома параметрами сперміограми є концентрація сперматозоїдів у спермі, їх рухливість і морфологія. Цей аналіз важливий для аналізу фертильності чоловіка, але навіть у абсолютно фертильного чоловіка дуже важко знайти нормальні сперматозоїди, справді, в середньому у фертильних чоловіків лише 4% їхніх сперматозоїдів є нормальними за всіма параметрами, тоді як 96% є ненормальними принаймні в одному з них.

### Кількість сперми

Приблизна кількість вагітностей залежить від кількості сперми, використаної в циклі штучного запліднення. Значення наведено для внутрішньоутробної інсемінації з кількістю сперматозоїдів у загальній кількості сперматозоїдів, яка може приблизно вдвічі перевищувати загальну кількість рухомих сперматозоїдів.

Кількість сперматозоїдів або концентрація сперматозоїдів, щоб уникнути плутанини із загальною кількістю сперматозоїдів, вимірює концентрацію сперматозоїдів в еякуляті чоловіка на відміну від загальної кількості сперматозоїдів, яка є кількістю сперматозоїдів, помноженою на об’єм. За даними ВООЗ у 2021 році, понад 16 мільйонів сперматозоїдів на мілілітр вважається нормальним. Старіші визначення свідчать про 20 мільйонів. Менша кількість сперматозоїдів вважається олігозооспермією . Вазектомія вважається успішною, якщо зразок є азооспермічним (не виявлено сперми будь-якого типу). Якщо зразок містить менше 100 000 сперматозоїдів на мілілітр, говорять про криптозооспермію. Деякі визначають успіх як рідкісні/зрідка спостерігаються нерухомі сперматозоїди (менше 100 000 на мілілітр). Інші виступають за отримання другого аналізу сперми, щоб переконатися, що показники не збільшуються (як це може статися при повторній каналізації), а інші можуть виконати повторну вазектомію в цій ситуації.

### Моторика
Всесвітня організація охорони здоров’я має значення 40%, яке має бути виміряно протягом 60 хвилин після збору. ВООЗ також має параметр життєздатності з нижньою контрольною межею 60% живих сперматозоїдів. У чоловіка загальна кількість сперматозоїдів може значно перевищувати межу >16 мільйонів сперматозоїдів на мілілітр, але все одно мати погану якість, оскільки занадто мало з них є рухливими. Однак, якщо кількість сперматозоїдів дуже висока, низька рухливість (наприклад, менше 60%) може не мати значення, оскільки їх частка все одно може перевищувати 8 мільйонів на мілілітр. Навпаки, у чоловіка кількість сперматозоїдів може бути набагато меншою за 20 мільйонів сперматозоїдів на мілілітр і все ще мати хорошу рухливість, якщо більше 60% спостережуваних сперматозоїдів демонструють хороший рух вперед, що є корисним, оскільки природа віддає перевагу якості, а не якості. кількість.
Більш конкретним показником є ступінь моторики, де загальна моторика (PR+NP) і нерухомість.

### Морфологія
Що стосується морфології сперми, критерії ВООЗ, описані в 2021 році, стверджують, що зразок вважається нормальним (зразки від чоловіків, чиї партнерки були вагітні протягом останніх 12 місяців), якщо 4% (або 5-й центиль) або більше спостережуваних сперматозоїдів мають нормальну морфологію. Якщо зразок містить менше 4% морфологічно нормальних сперматозоїдів, це класифікується як тератозооспермія.
Нормальну морфологію сперматозоїдів важко класифікувати, наприклад, через відсутність об’єктивності та варіації в інтерпретації. Щоб класифікувати сперматозоїди як нормальні чи аномальні, слід враховувати різні частини. Сперматозоїд має головку, середню частину і хвіст.
По-перше, головку повинна бути овальної форми, гладкою і правильного контуру. Крім того, акросомальна область повинна складати 40-70% площі голови, бути чіткою і не містити великих вакуолей. Кількість вакуолей не повинна перевищувати 20% площі голови. Має бути 4-5 мкм завдовжки і шириною 2,5–3,5 мкм.
По-друге, середня частина і горловина повинні бути правильними, з максимальною шириною 1 мкм і довжиною 7–8 мкм. Вісь середньої частини повинна бути на одній лінії з великою віссю голови.
Нарешті, хвіст повинен бути тоншим за середню частину і мати довжину 45 приблизно мкм і постійний діаметр уздовж його довжини. Важливо, щоб вона не була згорнута.
Оскільки аномалії часто змішані, індекс тератозооспермії (ІТЗ) дійсно корисний. Цей показник є середнім числом аномалій на аномальний сперматозоїд. Для його розрахунку підраховують 200 сперматозоїдів (це хороше число). З цього числа підраховуються аномалії головки, середньої частини та хвоста, а також загальна кількість аномальних сперматозоїдів. Після виконання цього завдання TZI розраховується так:
TZI= (h+m+t)/x
- x = кількість аномальних сперматозоїдів.
- h = кількість сперматозоїдів з аномаліями головки.
- m = кількість сперматозоїдів з аномаліями середньої частини.
- t = кількість сперматозоїдів з аномаліями хвоста.

Іншим цікавим показником є індекс деформації сперматозоїдів (SDI), який розраховується так само, як і TZI, але замість ділення на кількість аномальних сперматозоїдів ділення здійснюється на загальну кількість підрахованих сперматозоїдів. TZI приймає значення від 1 (лише одна аномалія на сперматозоїд) до 3 (кожен сперматозоїд має три типи аномалій).
Морфологія є предиктором успіху запліднення яйцеклітин під час екстракорпорального запліднення.

### Обсяг
Згідно з одним лабораторним тестом ручний об’єм сперми між 2,0 мл і 5 мл є нормальними; ВООЗ зважає на 1.4 мл як нижня контрольна межа. Низький об’єм, який називається гіпоспермією, може вказувати на часткову або повну закупорку насінних бульбашок або на те, що чоловік народився без насінних бульбашок. У клінічній практиці об’єм менше 0,5 мл у разі безпліддя, швидше за все, є наслідком неповної еякуляції або часткової втрати зразка, крім цього, пацієнта слід оцінити на гіпоандрогенію та обструктивну азооспермію, враховуючи, що минуло принаймні 48 годин з моменту останньої еякуляції до моменту взяття зразка.

### Зовнішній вигляд
Зазвичай сперма має білувато-сірий колір. З віком він набуває жовтуватого відтінку. На колір сперми також впливає їжа, яку ми їмо: продукти з високим вмістом сірки, такі як часник, можуть призвести до того, що чоловік вироблятиме жовту сперму. Наявність крові в спермі (гематоспермія) призводить до коричневого або червоного кольору еякуляту. Гематоспермія є рідкісним захворюванням.
Сперма насиченого жовтого кольору або зеленуватого кольору може бути викликана прийомом ліків. Коричнева сперма в основному є результатом інфекції та запалення передміхурової залози, уретри, придатка яєчка та насінних бульбашок. Кольори сперми включають інфекції, що передаються статевим шляхом, такі як гонорея та хламідіоз, операції на статевих органах і пошкодження чоловічих статевих органів.

### Рівень фруктози
Рівень фруктози в спермі можна проаналізувати, щоб визначити кількість енергії, доступної спермі для руху. ВООЗ визначає нормальний рівень 13 мкмоль на зразок. Відсутність фруктози може свідчити про проблеми з насінними бульбашками.

### pH
Відповідно до одного посібника з лабораторних тестів, нормальний діапазон pH становить 7,2–8,2; Критерії ВООЗ визначають норму як 7,2–7,8. Кислий еякулят (нижче значення рН) може вказувати на те, що один або обидва насіннєві пухирці заблоковані. Базовий еякулят (вище значення pH) може вказувати на інфекцію. Значення рН за межами нормального діапазону шкідливе для сперматозоїдів і може вплинути на їх здатність проникати в яйцеклітину. Остаточний рН є результатом балансу між значеннями рН секрету додаткових залоз, лужного секрету насіннєвих пухирців і кислого секрету простати.

### Зрідження
Розрідження — це процес, коли гель, утворений білками сім’яних бульбашок і передміхурової залози, розщеплюється, і сперма стає більш рідкою. Зазвичай потрібно від 30 хвилин до 1 години, щоб зразок перетворився з густого гелю на рідину. У рекомендаціях NICE час розрідження протягом 60 хвилин вважається нормальним.

### В'язкість
В’язкість сперми можна оцінити, обережно відсмоктуючи зразок у пластикову одноразову піпетку з широким отвором, дозволяючи спермі падати під дією тяжіння та спостерігаючи за довжиною будь-якої нитки. Висока в'язкість може перешкоджати визначенню рухливості сперматозоїдів, концентрації сперми та іншим аналізам.

### МОТ
MOT — це міра того, скільки мільйонів сперматозоїдів на мл є високорухливими, тобто приблизно рівня a (>25 мікрометрів на 5 секунд при кімнатній температурі) і рівня b (>25 мікрометрів на 25 секунд при кімнатній температурі). Таким чином, це комбінація кількості та рухливості сперматозоїдів.
Якщо об’єм соломинки або флакону становить 0,5 мілілітра, загальна вказівка полягає в тому, що для інтрацервікальної інсемінації (ICI) рекомендуються соломинки або флакони, що містять 20 мільйонів рухомих сперматозоїдів. Це дорівнює 8 соломинкам або флаконам 0,5 мл з MOT5 або 2 соломинки або флакони з MOT20. Для внутрішньоматкової інсемінації (ВМС) 1–2 соломинки або флакони MOT5 вважаються достатніми. Відповідно до термінів ВООЗ, рекомендовано використовувати приблизно 20 мільйонів сперматозоїдів класу a+b в ICI та 2 мільйони класу a+b у IUI.

### Пошкодження ДНК
Пошкодження ДНК у сперматозоїдах, пов’язане з безпліддям, можна дослідити за допомогою аналізу сприйнятливості ДНК до денатурації у відповідь на теплову або кислотну обробку  та/або шляхом виявлення фрагментації ДНК, виявленої за наявністю дволанцюгових розривів, виявлених за допомогою Аналіз TUNEL. Інші методи, що застосовуються для вимірювання фрагментації ДНК: SCD (тест на дисперсію хроматину сперми), ISNT (трансляція in situ nick), SCSA (структурний аналіз хроматину сперми) і кометний аналіз.

### Загальна кількість рухомих сперматозоїдів
Загальна кількість рухомих сперматозоїдів (TMS)  або загальна кількість рухомих сперматозоїдів (TMSC)  — це комбінація кількості, рухливості та об’єму сперматозоїдів, яка визначає кількість рухливих мільйонів сперматозоїдів у всьому еякуляті.
Орієнтовною рекомендацією може бути використання приблизно 20 мільйонів сперматозоїдів зі ступенем рухливості c або d у ICI та 5 мільйонів у IUI.

### Інші
Зразок також можна перевірити на лейкоцити. Високий рівень лейкоцитів у спермі називаєтьсяleucospermia і може вказувати на інфекцію. Порогові значення можуть відрізнятися, але, наприклад, порогове значення становить понад 1 мільйон лейкоцитів на мілілітр сперми.
- Аспермія: відсутність сперми
- Азооспермія : відсутність сперми
- Гіпоспермія: низький об’єм сперми
- Гіперспермія: великий об’єм сперми
- Олігозооспермія: дуже низька кількість сперматозоїдів
- Астенозооспермія: погана рухливість сперматозоїдів
- Тератозооспермія: сперматозоїди мають більше морфологічних дефектів, ніж зазвичай
- Некрозооспермія: всі сперматозоїди в еякуляті мертві
- Лейкоспермія: високий рівень лейкоцитів у спермі

## Фактори, що впливають на результат
Окрім самої якості сперми, існують різні методологічні фактори, які можуть впливати на результати, спричиняючи різницю між методами.
Порівняно зі зразками, отриманими під час мастурбації, зразки сперми з колекційних презервативів мають вищу загальну кількість сперматозоїдів, їх рухливість і відсоток сперматозоїдів із нормальною морфологією.  . З цієї причини вважається, що вони дають більш точні результати при використанні для аналізу сперми.

## Методи вимірювання
Об'єм можна визначити, вимірявши вагу контейнера для зразка, знаючи масу порожнього контейнера. Кількість і морфологію сперматозоїдів можна підрахувати за допомогою мікроскопії. Кількість сперматозоїдів також можна оцінити за допомогою наборів, які вимірюють кількість білка, пов’язаного зі спермою, і придатні для домашнього використання.  
Комп’ютерний аналіз сперми (CASA) — це загальна фраза для автоматичних або напівавтоматичних методів аналізу сперми. Більшість систем засновані на аналізі зображень, але існують альтернативні методи, такі як відстеження руху клітин на планшеті для оцифровки. Комп’ютерні методи найчастіше використовуються для оцінки концентрації та характеристик рухливості сперматозоїдів, таких як швидкість і лінійна швидкість. Нині існують системи CASA, які базуються на аналізі зображень і використовують нові методи, які дають майже ідеальні результати та виконують повний аналіз за кілька секунд. За допомогою деяких методів вимірювання концентрації та рухливості сперматозоїдів є принаймні такими ж надійними, як і поточні ручні методи.
Спектроскопія комбінаційного розсіювання досягла прогресу у своїй здатності виконувати характеристику, ідентифікацію та локалізацію пошкодження ядерної ДНК сперми.